# Виллет-де-Вьен
Виллетт-де-Вьен (фр. Villette-de-Vienne) — коммуна во Франции, находится в регионе Рона — Альпы. Департамент коммуны — Изер. Входит в состав кантона Вьен-1. Округ коммуны — Вьен.
Код INSEE коммуны — 38558. Население коммуны на 2012 год составляло 1682 человека. Населённый пункт находится на высоте от 196  до 364  метров над уровнем моря. Муниципалитет расположен на расстоянии около 420 км юго-восточнее Парижа, 20 км южнее Лиона, 80 км северо-западнее Гренобля. Мэр коммуны — M. Bernard Louis, мандат действует на протяжении 2014—2020 гг.
Динамика населения (INSEE):